# Rin Alpino

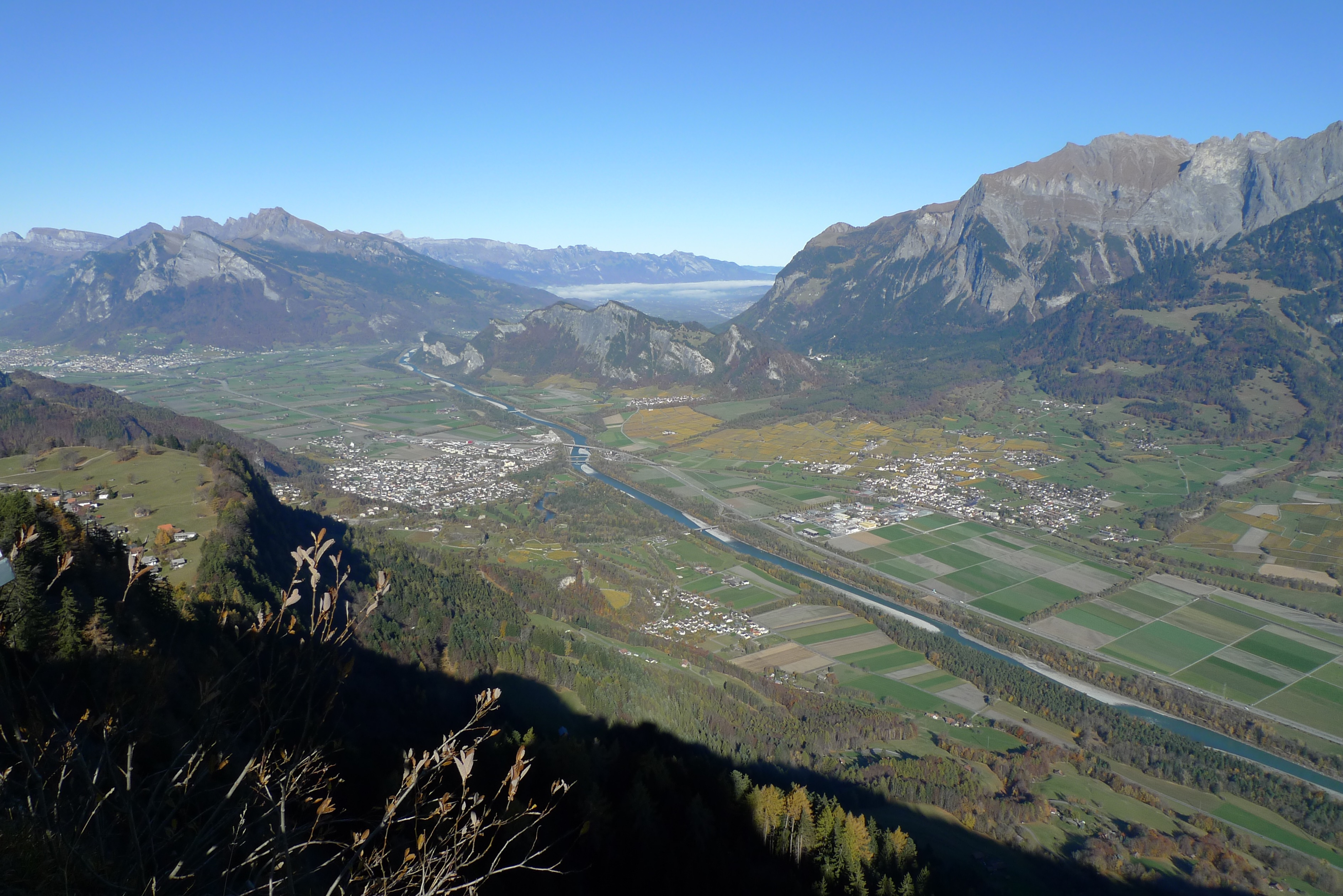
El final del valle del Rin grisoniano, donde el Rin Alpino gira alrededor del Fläscher Berg hacia el norte, al este de Sargans. En el frente: Bad Ragaz a la izquierda y Maienfeld a la derecha.

El Rin Alpino (en alemán: Alpenrheintal) es un valle alpino glacial, formado por la parte del río Rin Alpino entre la confluencia del Rin Anterior y el  Rin Posterior en Reichenau y la desembocadura del Rin Alpino en el lago Constanza. Cubre tres países y la longitud total del Rin Alpino es de 93.5 km.
Desde Reichenau, el Rin Alpino fluye hacia el este, pasando por Chur y girando hacia el norte, antes de girar al noreste en Landquart, y luego aproximadamente al norte, al este de Sargans. Desde aquí, el Rin Alpino forma la frontera entre el cantón de St. Gallen de Suiza, en el lado izquierdo, oeste, y el Principado de Liechtenstein, en el lado este. Alrededor de 28 km más abajo, el Rin entra en el estado federal austriaco de Vorarlberg y finalmente desemboca en el Lago de Constanza, al sur de Lindau (Alemania), que ya no forma parte del Valle del Rin. La frontera suizo-austriaca sigue el lecho histórico del Rin, pero hoy en día el río sigue un canal artificial dentro de Austria durante los últimos 5 km.

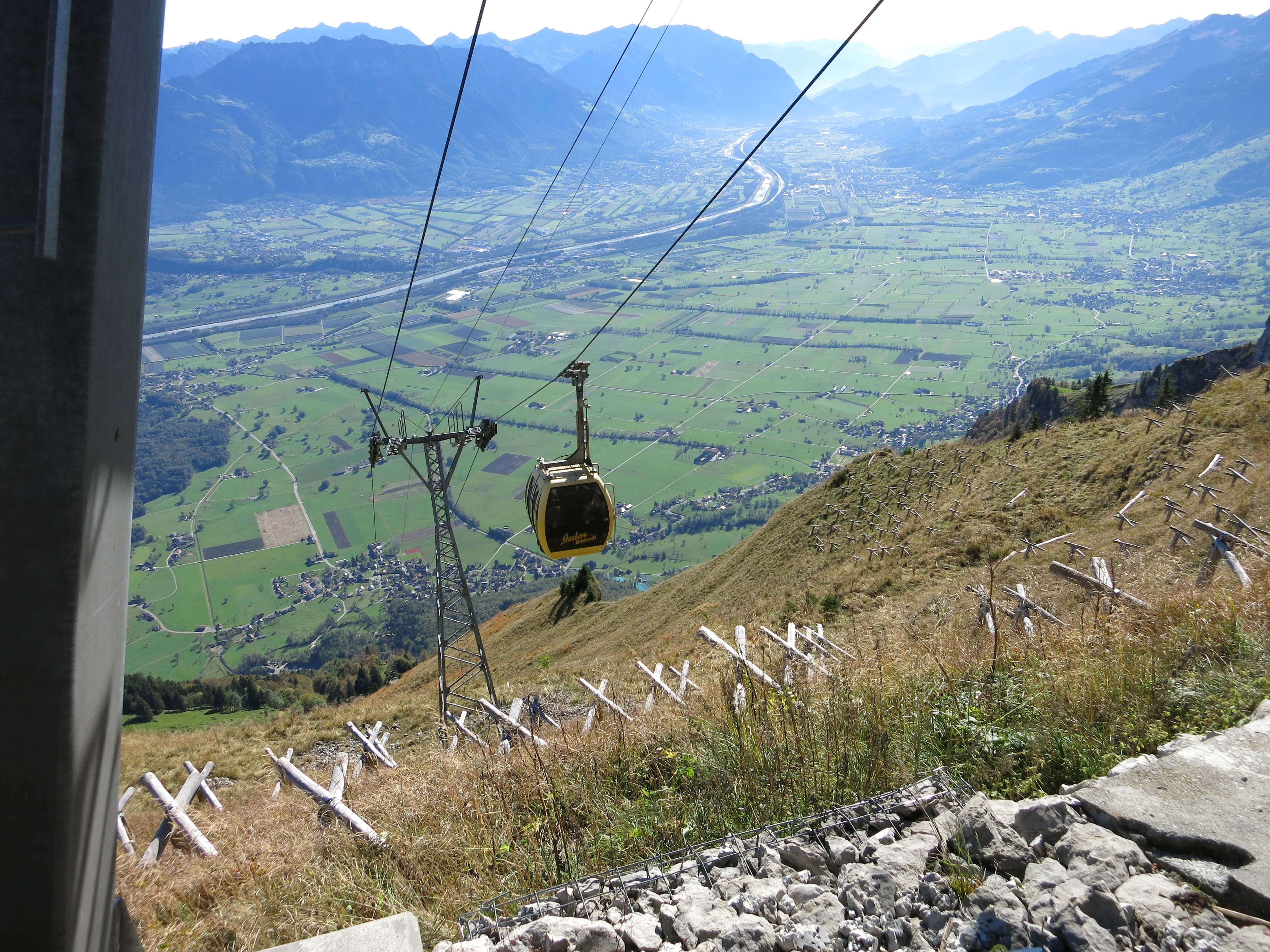
El valle del Rin de St. Gall, a la derecha, y el valle del Rin de Liechtenstein, a la izquierda del Rin Alpino, visto desde el Stauberen (1.745 m)

El tercio superior del valle del Rin tiene el carácter de un valle alpino, que encierra una llanura inferior de aproximadamente 1 a 4 km. Aguas abajo de Vaduz, el valle se ensancha considerablemente, convirtiéndose en una amplia llanura, que mide unos 10 km en su extremo inferior a lo largo de las orillas del sudeste del lago Constanza. Desde el punto donde el Rin sale del lago de Constanza es conocido como Alto Rin. 
Los afluentes de la derecha del Rin Alpino son el Plessur en Chur, el Landquart en el pueblo del mismo nombre, el Ill y el Frutz en la Tierra Superior de la llanura austríaca cerca de Feldkirch. El Rin Alpino no tiene afluentes importantes por la izquierda; Los arroyos que se unen desde la izquierda son el Oldisbach en Chur, Cosenz en Untervaz, Säge en Tardisbrücke, Tamina en Bad Ragaz, Tobelbach en Buchs, Simml en Gams. Aunque todos los afluentes de la izquierda en el valle del Rin de St. Gall desembocan en el Rheintaler Binnenkanal, que desemboca en el lago de Constanza por Alter Rhein, y nos e encuentra con el Rin Alpino. 

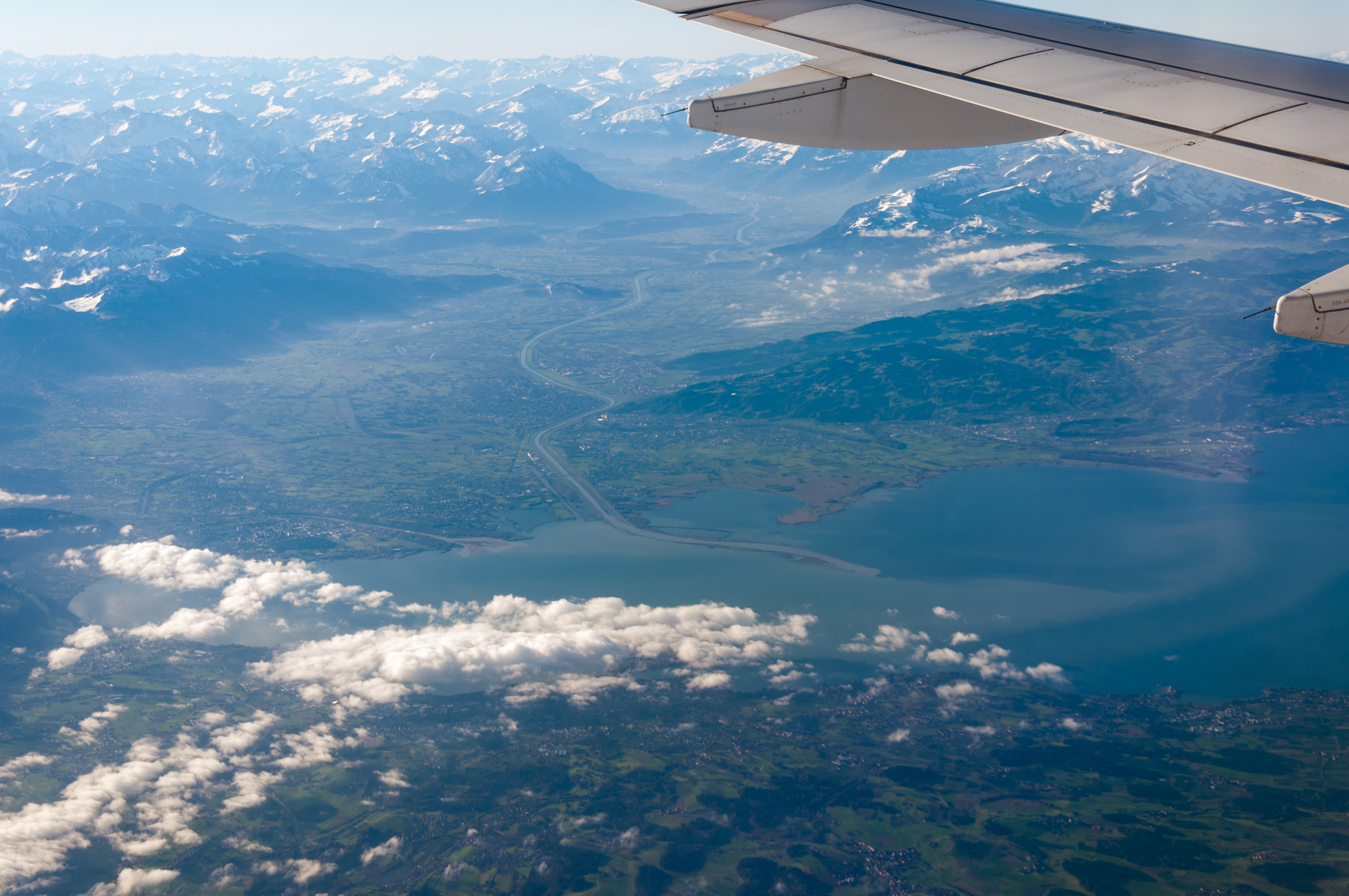
La desembocadura del Rin Alpino y el "Valle del Rin" mirando hacia el sur

## Geografía

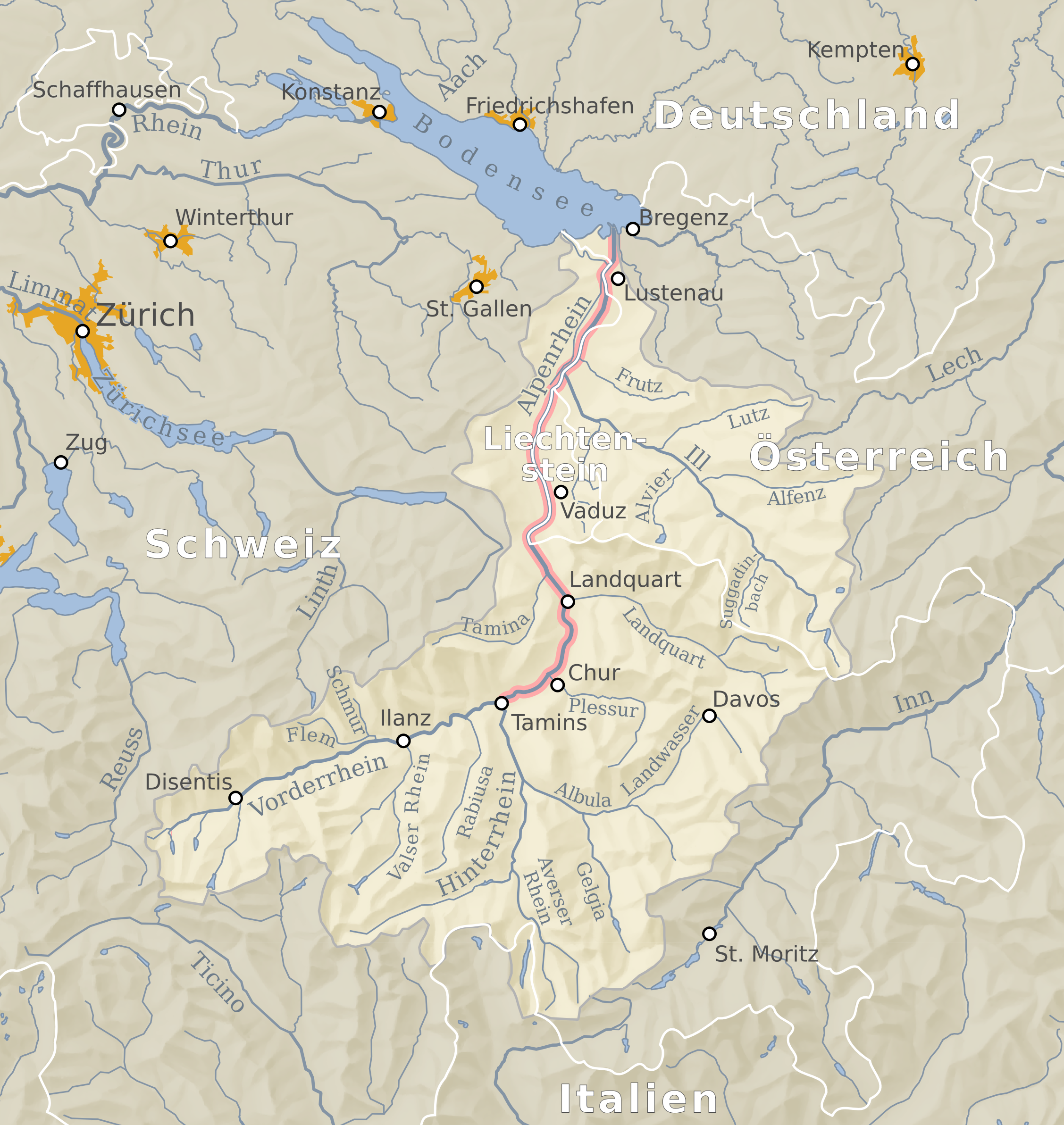
El curso del Rin Alpino

El valle alpino está flanqueado por los Alpes y sus cadenas montañosas (por ejemplo, Alpstein, Plessuralpen, Rätikon Calanda, Alpes de Albula, Alpes de Glaris), algunos con más de 3000 m. La montaña más alta del valle alpino del Rin, el Ringelspitz, se encuentra al principio, en Tamins. Con sus 3.247 m,  es el pico más alto del cantón de St. Gallen, bordeando el valle de los Alpes con su ladera sureste. 

### Subdivisiones
Las partes geográficas del valle Alpino del Rin son: 
Mitad superior: 
- Chur Rhine Valley, o Grisonian Rhine Valley (en alemán: Churer Rheintal, or Bündner Rheintal ): El nombre hace referencia a la ciudad de Chur o su cantón de los Grisones, respectivamente. Comienza en Rhäzüns/Bonaduz y termina al este de Sargans (SG).

Mitad inferior: 
Hacia el norte, el Bündner Rheintal cruza el valle del Rin entre Sargans y el lago de Constanza, donde forma la frontera entre el cantón de St. Gallen en el lado oeste y Liechtenstein y Austria en su lado este. En ambos lados, el valle se llama simplemente el valle del Rin, aunque los suizos a veces también lo llaman el valle del Rin de St. Gall para distinguirlo de su mitad superior. 
- Valle del Rin de St. Gall,  en alemán: St. Galler Rheintal ): en su lado oeste, el valle del Rin está dividido políticamente en los distritos de Werdenberg (Wahlkreis) y Rheintal (Wahlkreis), aunque geográficamente está separado por el Hirschensprung cerca de Rüthi (SG).
- Lado este: 
  - En su lado este, la mitad superior del valle se llama el Valle del Rin de Lichtenstein (en alemán: Liechtensteiner Rheintal).
  - Valle del Rin de Vorarlberg (en alemán: Voralberger Rheintal): La mitad inferior también se llama el Valle del Rin de Voralberg, ya que pertenece al estado federal austriaco de Voralberg. Además, se divide en una parte superior e inferior y se denominan Tierras superiores e inferiores (en alemán: Vorarlberger Unter- und Oberland ). Las tierras bajas, a veces también llamadas Vorderland, se extiende desde las orillas del lago de Constanza hasta la pequeña colina Kummaberg hacia el sur, la parte superior se encuentra al sur de la misma.

### El Rin

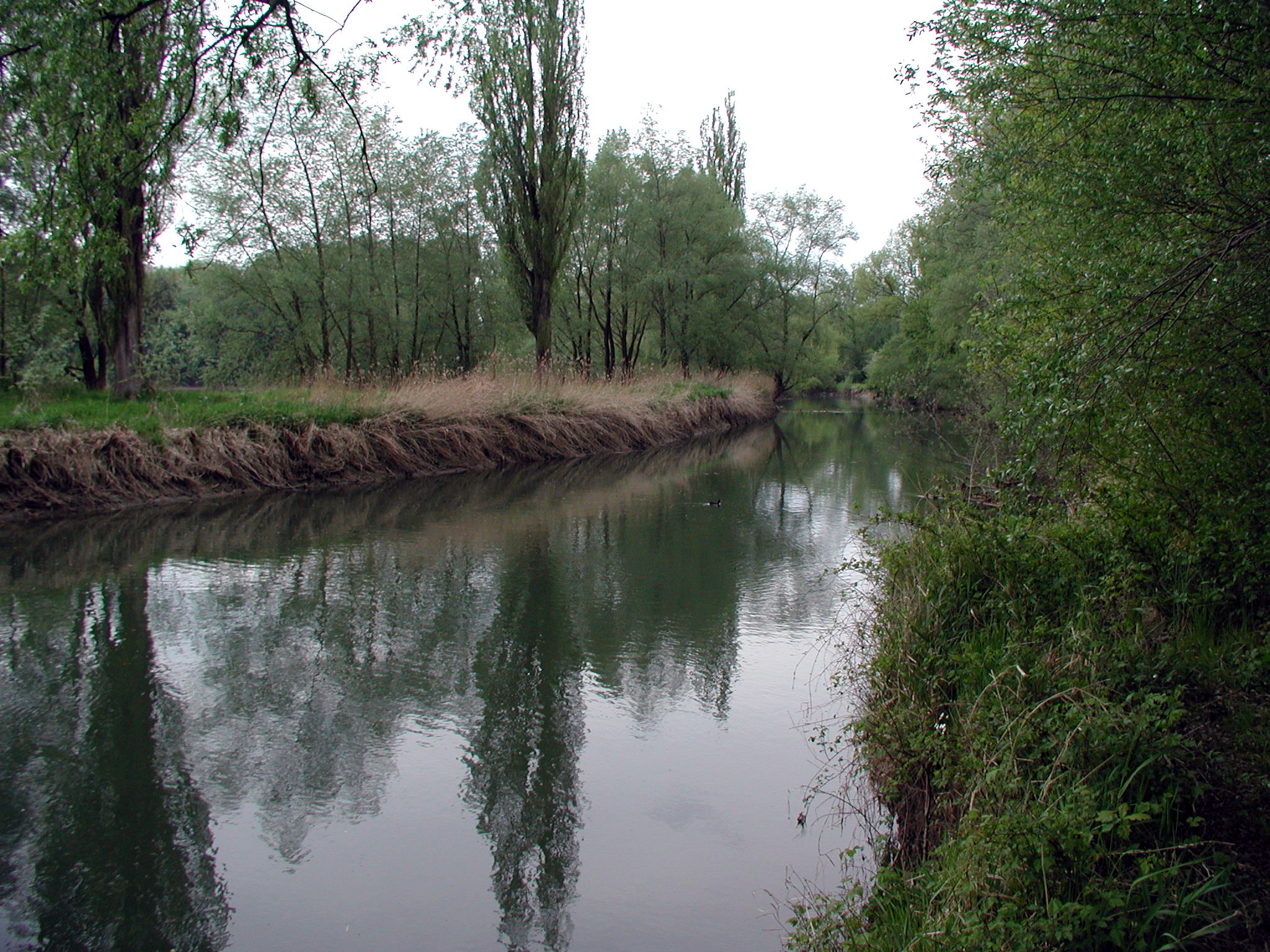
El Viejo Rin (Alter Rhein) en Höchst

El Rin Alpino comienza en el centro del cantón suizo de los Grisones, y luego forma la frontera entre Suiza al oeste y Liechtenstein y más tarde Austria al este. 
Se forma cerca de Tamins-Reichenau por la confluencia del Rin Anterior y el Rin Posterior. Desciende desde una altura de 585 m. 
El río hace un giro distintivo hacia el norte cerca de Chur. En Landquart gira al noreste y luego otra vez al noreste de Sargans. 
Cerca de Sargans, una presa natural, de solo unos pocos metros de altura, impide que discurra más hacia el noroeste hacia el valle abierto, llamado Seeztal, y luego, a través del lago Walen (y más allá hasta el lago Zúrich, hasta el río Aare).  La desembocadura del Rin en el lago de Constanza forma un delta interior. El delta está delimitado al oeste por el Viejo Rin y al este por una moderna sección canalizada. La mayor parte del delta es una reserva natural y un santuario de aves, y ha sido designado como un sitio Ramsar desde 1982. Incluye las ciudades austriacas de Gaißau, Höchst y Fußach. El Rin natural originalmente se ramificó en al menos dos brazos y formó pequeñas islas precipitando sedimentos. 
Se solicitó una regulación del Rin, con un canal superior cerca de Diepoldsau y un canal inferior en Fußach, para contrarrestar las constantes inundaciones y la fuerte sedimentación en el delta occidental del Rin. El Dornbirner Ach también tuvo que ser desviado, y ahora discurre paralelo al Rin canalizado hacia el lago. Su agua tiene un color más oscuro que la del Rin; la carga suspendida más ligera de este último proviene de las montañas más altas. Se espera que la entrada continua de sedimentos se vaya acumulando en el lago. Esto ya le ha pasado al antiguo Lago Tuggenersee.

## Cultura
El valle alpino se caracteriza por ser una "zona de cultura" muy activa. El festival Bregenzer Festspiele, así como el Kunstmuseum Liechtenstein tienen un gran significado y son conocidos fuera de la región. Pero también desde una perspectiva regional, hay muchas plataformas, eventos y proyectos que mejoran la vida cultural de los habitantes locales.
Un ejemplo de cooperación transfronteriza en el valle alpino del Rin es el "Eje cultural: Bregenz - St.Gallen - Vaduz - Chur": Kunsthaus Bregenz, el Kunstmuseum de St. Gallen, el Kunstmuseum Liechtenstein y el Bündner Kunstmuseum en Chur han cooperado desde 2001. Los signos visibles de esta cooperación de las cuatro instituciones y tres países son la presentación conjunta cada año del "Art Lake Constance". 

## Historia

### Edad Media
El valle formaba parte de la antigua provincia romana de Recia. Los alemanes se establecieron en el bajo valle del Rin a principios de la Edad Media. Bajo el Imperio franco, el Valle del río entre Montstein y Hirschensprung se entregó al Rhinegraviate (el condado de Rheingau), y su primera mención registrada es en 891; el área entre el lago de Constanza y Montstein era una parte del cantón de Turgovia.
El gobierno del Valle del Rin se fragmentó a lo largo de la Edad Media, entre el Sacro Emperador Romano, el Obispo de Constanza, el Abad de San Gall y los condes de Bregenz y Werdenberg que reclamaban varias partes del valle. El Valle no se unió hasta el 1348, bajo el condado de Werdenberg-Heiligenberg. Desde que los Habsburgo adquirieron el condado de Tirol en 1363, gradualmente comenzaron a tomar el control del Valle del Rin, consiguiendo todo el valle en 1395 a través de una combinación de conquista y compra. 

#### Vogteivalle del Rin
En 1424, el valle del Rin estaba en gran parte en manos de los condes de Toggenburg. Después de su extinción, Appenzell reconquistó el Valle con Rheineck en la antigua Guerra de Zúrich en 1445. En 1464, Appenzell protegió al Valle del Rin de las reclamaciones territoriales del príncipe abad de San Galo, particularmente en una serie de batallas en la época del "Rorschacher Klosterbruch", el casus belli  para el Abad de San Galo entre el 28 de julio de 1489 y la primavera de 1490. Sin embargo, Appenzell se vio obligado a ceder el gobierno del Valle a los poderes en guerra: la Abadía y los cuatro cantones de Glarus, Lucerna, Schwyz y Zúrich, que llevaron la bailía al ámbito de la Antigua Confederación Suiza como un Gemeine Herrschaft (condominio). 

### Historia moderna temprana

#### Reforma suiza
En 1528, fue aceptada la Reforma protestante en el Vogtei Rheintal; mientras que las minorías católicas se mantuvieron, solo Altstätten, Widnau, Kriessern y Rüthi tenían una mayoría católica. A través de la derrota de la hegemonía católica en Suiza y el final de las largas disputas religiosas que habían dividido a la Confederación, el 11 de agosto de 1712 la Paz de Aarau (en alemán: Frieden von Aarau) estableció la paridad confesional, permitiendo que ambas religiones coexistieran en igualdad legal, un concepto relativamente común al Sacro Imperio Romano desde la Paz de Westfalia en 1648. 

#### Liechtenstein
La dinastía de Liechtenstein pudo organizar la compra de la minúscula Herrschaft ("Señoría") de Schellenberg y el condado de Vaduz (en 1699 y 1712, respectivamente) a los Hohenems. El 23 de enero de 1719, después de que se compraron las tierras, Carlos VI, emperador del Sacro Imperio Romano, decretó que Vaduz y Schellenberg se unieran y elevó el territorio recién formado a la dignidad de Fürstentum (principado) con el nombre de "Liechtenstein" en honor de "[su] verdadero sirviente, Anton Florian de Liechtenstein". Fue en esta fecha cuando Liechtenstein se convirtió en un estado miembro soberano del Sacro Imperio Romano.

### Era napoleónica
Como resultado de las Guerras Napoleónicas, en 1806 el Sacro Imperio Romano quedó bajo el control del emperador francés Napoleón I. Napoleón disolvió el imperio; esto tuvo amplias consecuencias para Liechtenstein: los mecanismos imperiales, legales y políticos se rompieron. El estado dejó de deber vasallaje a cualquier señor feudal más allá de sus fronteras. 
En 1798, el Vogtei Rheintal declaró unilateralmente su independencia. A raíz del colapso de la Antigua Confederación Suiza (como resultado de su completa invasión por los Ejércitos Revolucionarios Franceses ), el 26 de marzo de 1798, un Landsgemeinde promulgó en Altstätten una constitución y eligió un magistrado (en alemán: Landammann) y un consejo (en alemán: Landsrat). En pocas semanas, sin embargo, esta independencia incipiente se anuló con la inclusión del Valle del Rin en el cantón helvético de Säntis, con la excepción de Rüthi y Lienz, asignados al cantón de Linth. 
Con la Ley de Mediación de Napoleón el 19 de febrero de 1803, la República Helvética y sus límites cantonales fueron abolidos, con el Valle del Rin reunido como un distrito del cantón de San Galo, que se extendía desde Staad a Lienz y con su capital alternando mensualmente entre Altstätten y Rheineck. 

### Historia moderna
El Bezirk se dividió en dos en 1831, creando Oberrheintal, con su capital en Altstätten, y Unterrheintal, con su capital alternando entre Rheineck y Berneck, San Galo. Esta división persistió hasta 2003, cuando una revisión constitucional creó el distrito electoral moderno (Wahlkreis), con la pérdida de Thal a los Wahlkreis adyacentes del distrito de Rorschach. 

## Galería

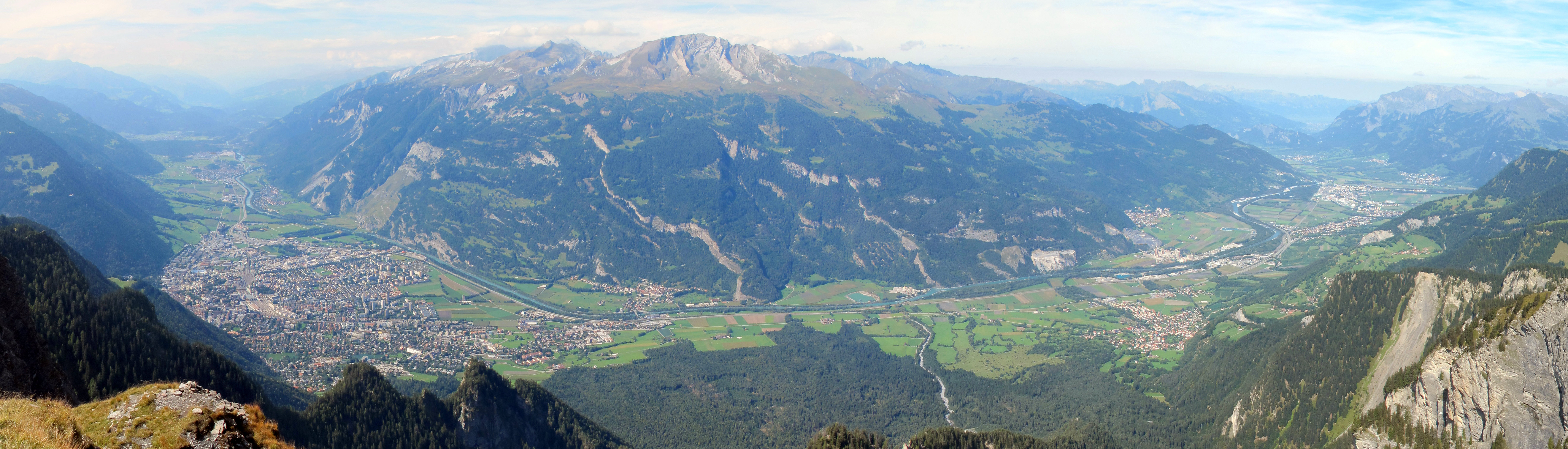
Panorama del Valle del Rin con Coira